# Hadena silenes
Hadena silenes là một loài bướm đêm thuộc họ Noctuidae. Nó được tìm thấy ở châu Âu, Thổ Nhĩ Kỳ, Israel, Iran và Turkmenistan.
Con trưởng thành bay từ tháng 3 đến tháng 6 làm một đợt in the Near East.
Ấu trùng ăn các loài the seeds của Silene và Cucubalus.

## Phụ loài
- Hadena silenes silenes
- Hadena silenes variegata (Thổ Nhĩ Kỳ)
- Hadena silenes mesopotamica
- Hadena silenes csorbai